# Paleomagnetyzm
Paleomagnetyzm – magnetyczne właściwości każdej skały ziemskiej zawierającej minerały ferromagnetyczne. Także: dział geofizyki badający przeszłość pola geomagnetycznego w skali geologicznej.
W trakcie powstawania skał (wylewnych lub osadowych) utrwala się ziemskie pole magnetyczne istniejące w danym momencie – azymut (deklinacja) i inklinacja bieguna magnetycznego. Magnetyzacja szczątkowa zależy też od natężenia pola magnetycznego w momencie powstawania skały.
Na podstawie badań paleomagnetycznych określa się miejsce i czas powstawania skał. W historii Ziemi wyróżnia się epoki paleomagnetyczne o normalnej i odwróconej polarności biegunów magnetycznych (patrz – Przebiegunowanie Ziemi).
Dzięki paleomagnetyzmowi udowodniono różne rozmieszczenie w przeszłości geologicznej lądów i mórz – wędrówkę kontynentów i bieguna magnetycznego Ziemi (patrz Tektonika płyt).